# Is Spiritualism a Fraud?
Is Spiritualism a Fraud? (também conhecido como The Medium Exposed) é um filme mudo de curta-metragem britânico de drama de 1906. Dirigido por Walter R. Booth (também creditado para J. H. Martin), apresenta um médium cujo charlatanismo é desmascarado durante uma sessão espírita.
O filme foi um dos últimos da parceria entre R. W. Paul e W. R. Booth e, de acordo com Michael Brooke do BFI Screenonline, "combina elementos do curta Policial Azarado, do ano anterior, com uma sequência de efeitos especiais." Mas neste filme os truques  são  propositalmente expostos e o ápice do drama acontece quando o médium é desmascarado após a luz ser acesa. Ainda segundo Brooke, a principal diferença entre as ilusões criadas por Booth, um ilusionista, e as de um médium é que a plateia de Booth sabia que estava sendo enganada, mas se divertia acompanhando a revelação  da farsa e o destino do médium. Brooke especula que o filme é um ataque ao espiritualismo porque o médium, amarrado em uma cadeira, é colocado em uma caixa cuja tampa é pregada e depois arremessada por uma escada até finalizar com o médium sendo humilhado publicamente.